# Don Michael Randel
Don Michael Randel, né le 9 décembre 1940, est un musicologue américain, le cinquième président de la fondation Andrew W. Mellon (en), et un membre du comité de rédaction de l'Encyclopædia Britannica. Il a été le douzième président de l’université de Chicago, comme provost de l'université Cornell, et en tant que doyen du College of Arts and Sciences (en) de Cornell.

## Biographie
Dans ses travaux universitaires, Randel se spécialise dans la musique du Moyen Âge et la Renaissance. Parmi les musicologues, il est particulièrement connu pour ses publications sur le chant mozarabe, la théorie de la musique arabe, et la musique folklorique panaméenne. Il a servi comme éditeur de la troisième et quatrième éditions du Harvard Biographical Dictionary of Music, le Harvard Dictionary of Music (en), et le Harvard Concise Dictionary of Music and Musicians. Il est un triple diplômé de l'université de Princeton, après avoir obtenu son baccalauréat, il obtient une maîtrise et un doctorat en musicologie.
Le 1er juillet 2000, Randel a succédé à Hugo F. Sonnenschein en tant que président de l'université de Chicago. En tant que président, Randel conduit l'Initiative de Chicago, une campagne de 2 milliards de dollars de capital pour solidifier les assises financières de l'université. Il a également travaillé à renforcer le travail académique de l'université dans de nombreux domaines, de sciences humaines et des arts aux sciences physiques et biologiques, et il a conduit les efforts visant à renforcer les liens avec les organismes communautaires et régionaux. En 2005, Randel a reçu une récompense 500 000 dollars de la Carnegie Corporation de New York (en), en reconnaissance de ces efforts.
Le 26 juillet 2005, Randel a annoncé qu'il allait quitter l'université de Chicago pour assumer la présidence de la Mellon Fondation. Il a été remplacé par le président Robert Zimmer le 1er juillet 2006.